# Итеранет
«Итеранет» — российский системный и сервис интегратор, работающий на ИТ-рынке с 1999 года. Головной офис находится в Москве.

## История
Компания ИТЕРАНЕТ, полнофункциональный системный и сервис интегратор в области связи и компьютерных технологий, создана в 1999 году на базе ИТ-подразделений Международной группы компаний (МГК) ИТЕРА.
- 1999 — дата основания компании[7][9].
- 2000 — компания стала полноправным участником межоператорского телекоммуникационного рынка. ИТЕРАНЕТ начала оказывать услуги передачи данных, телематических служб и местной телефонной связи. Компания ИТЕРАНЕТ реализует связь подразделений ИТЕРА в Туркменистане[10].
- 2001 — компания приступила к расширению корпоративной сети связи, подключая представительства и компании в ближнем и дальнем зарубежье[11]. Этот год для ИТЕРАНЕТ является годом начала строительства собственной оптоволоконной сети в городе Москве.
- 2002 — компания начинает предлагать услуги на рынке системной и сервис-интеграции и успешно осуществлять комплексное оснащение офисов аппаратно-программными средствами и обслуживать офисные здания различного класса в г. Москве[12].
- 2003 — начинается создание собственной спутниковой сети связи[13][14][15]. В настоящее время сеть используется для организации связи с удаленными офисами наряду с наземными каналами связи.
- 2004[16] — компания ИТЕРАНЕТ одной из первых в России разворачивает сеть широкополосного радиодоступа в диапазоне 5,8 Ггц с использованием технологии WiMAX[17] с использованием технологии PON (Passive Optical Networks)[18][19][20][21]. Начинается новый этап развития ИТЕРАНЕТ — комплексное оснащение крупных инфраструктурных образований (спортивно-оздоровительных центров, гостиниц, коттеджных поселков и т. п.[22]), а также автоматизация основных технологических процессов, характерных для этой области деятельности[23].
- 2005 — компания начинает активно работать на рынке в жилом секторе г. Москвы с целью создания мультисервисных интерактивных сетей. Сеть связи ИТЕРАНЕТ соединяется высокоскоростными волоконно-оптическими каналами связи с сетями многих операторов на межоператорском узле М9.[24] Так же компания ИТЕРАНЕТ получает лицензию МЧС России на проведение работ в области монтажа средств пожарной безопасности[25].
- 2006 — компанией формируется полный пакет лицензий в области информационной безопасности[26]. Это позволяет ИТЕРАНЕТ обеспечить практически весь спектр соответствующих работ в области защиты конфиденциальной информации и гостайны. Компания повышает уровень надежности своей сети связи за счет присоединения к межоператорскому узлу М10[27]. Создается и сертифицируется автоматизированная система расчетов «БИЛНЕТ».
- 2007 — компания реализует крупномасштабный проект по созданию волоконно-оптической сети связи в Москве и Московской области[28]. На межузловых участках указанной сети связи осуществляется переход на технологию Gigabit Ethernet[29]. Компания принимает участие в выставке Туркментел 2007[10][30].
- 2008 — компания ИТЕРАНЕТ начинает реализацию типового проектного решения по созданию комплексной полнофункциональной слаботочной инфраструктуры коттеджных поселков. Благодаря высокой интеграции слаботочных систем (передача данных, Интернет, телефонная связь, охрана, видеонаблюдение, телевидение и контроль инженерных систем) создается единая централизованная автоматизированная система учета услуг для каждого коттеджа — коммунальных и инфотелекоммуникационных[31].
- 2009 — компания ИТЕРАНЕТ становится для органов государственной власти г. Москвы одной из базовых организаций по комплексному обеспечению безопасности в области защиты конфиденциальной информации и государственной тайны[32]. Имея полный пакет лицензий в области защиты конфиденциальной информации и гостайны, большой опыт и высококвалифицированный персонал, компания ИТЕРАНЕТ обслуживает в области защиты информации ряд административных округов г. Москвы и департаментов Правительства Москвы[33].
- 2010 — компания ИТЕРАНЕТ успешно апробирует и внедряет в практическую эксплуатацию ряд новых программных решений, разработанных специалистами компании[34]. Выпущена новая версия информационной системы «Карго 3»[35], предназначенной для автоматизации производственной деятельности транспортно-логистических центров, курьерских и экспедиторских компаний и др.
- 2011 — компания ИТЕРАНЕТ расширяет свой продуктовый ряд, начиная предлагать услуги по созданию комплексной системы защиты персональных данных для государственных организаций в соответствии с требованиями Федерального закона № 152 «О персональных данных». В рамках нового продукта проводится анализ существующих схем обработки персональных данных в компании клиента, по результатам обосновываются требования по обеспечению безопасности персональных данных в соответствии с Федеральным законом № 152, затем разрабатывается комплекс документов, регламентирующих процесс обеспечения безопасности персональных данных, и создаётся система защиты персональных данных в результате встраивания средств защиты информации в существующую инфраструктуру клиента.
- 2012 — компания ИТЕРАНЕТ проводит разработку собственной АПС СОРМ для реализации требований к сетям и средствам связи при проведении оперативно-розыскных мероприятий. Разработка данного решения позволит телекоммуникационным операторам, использующим лишь часть широкого спектра протоколов и технологий, решить вопрос внедрения АПС СОРМ на своих сетях с минимальными затратами. В 2012 году ИД «Коммерсантъ» опубликовала информацию, о 3 выигранных тендерах для Службы внешней разведки (СВР), цель которых — выработать новые методики мониторинга блогосферы[36][37], однако в дальнейшем генеральный директор ООО «ИТЕРАНЕТ» опроверг данную информацию[38]. Продолжается апробация и внедрение ряда новых программных продуктов, среди которых клиентское мобильное приложение для социальных сетей[39]. Идет разработка проекта по созданию комплексной информационной системы управления программой проектов на базе продукта Oracle Hyperion[3] в нефтегазовом холдинге.
- 2013 — компания ИТЕРАНЕТ выходит на индийский рынок приложений по информационной безопасности[40].
- 2014 — компания ИТЕРАНЕТ завершила этап строительных работ по созданию волоконно-оптической линии связи на территории новой Москвы по направлению к г. Наро-Фоминск. Начат этап работ по сдаче ВОЛС в эксплуатацию в Роскомнадзор.
- 2015 — компания ИТЕРАНЕТ активно расширяет свою партнерскую сеть. Список официальных партнеров ИТЕРАНЕТ пополняется известными мировыми именами: Hitachi, Huawei, Depo Computers, AudioCodes, CA Technoloies, Mind, ОАО «ИнфоТеКС», Аладдин Р. Д., НПО «Эшелон», Лаборатория Касперского.

## Санкции
24 февраля 2023 года, на фоне вторжения России на Украину, Итеранет попал под санкции США. 1 апреля 2023 года компания попала под санкции Украины.
23 июня 2023 года Итеранет включён в санкционный список всех стран Евросоюза отмечая что она является организацией, действующей в российском секторе информационных технологий с лицензией, выданной Центром ФСБ.

## Основные сферы деятельности

### Услуги связи
Организация каналов связи, услуги телефонной связи, обеспечение полнофункционального доступа в сеть Интернет и организация видеоконференцсвязи.

### Безопасность
Обеспечение информационной безопасности компании, защита персональных данных физических лиц, защита помещений и оборудования от утечки информации по техническим каналам. Разработка и внедрение DLP систем.

### Информационные системы
Аудит информационных систем и ресурсов компании, исследование бизнес-процессов компании, разработка, внедрение и сопровождение информационных систем на базе типовых программных платформ Oracle Applications и 1С.

### Инфраструктура объектов
Создание структурированной кабельной системы в офисе компании, оснащение на её основе офиса единым комплексом и слаботочных систем с последующим его обслуживанием.

### Программное обеспечение
Разработка заказного программного обеспечения, продажа и внедрение готовых собственных программных продуктов, внедрение программных продуктов сторонних производителей, продажа лицензионного программного обеспечения.

## Собственные разработки и программные продукты
- Сертифицированная автоматизированная система расчетов «БИЛНЕТ», обеспечивающая операторам связи тарификацию услуг телефонии, передачи данных и телематических служб.
- Система информационной безопасности «BUSINESS GUARDIAN»[51], включающая в себя функционал DLP систем[52] и предназначенная для обеспечения контроля за информационными потоками в компьютерных сетях организации с целью выявления и последующего предотвращения утечки конфиденциальной информации.
- Платежно-пропускная система «СОРОЧАНЫ»[22][24] для автоматизации деятельности горнолыжного курорта.
- Информационная логистическая система «КАРГО 3»[53] для транспортно-логистических центров, курьерских и экспедиторских компаний, складских комплексов и Интернет-магазинов, предназначенная для автоматизации их основной деятельности.
- Корпоративная информационная система «ЭЛИТ» для автоматизации бизнес-процессов компании по основным направлениям её деятельности: кадры, ведение договоров, движение денежных средств, хранение образов документов.
- Программное обеспечение ProxLogon[54] по разграничению и контролю доступа, предназначенное для организации двухфакторной аутентификации при доступе к компьютерным системам, позволяет обеспечить достаточно высокую степень защиты информации от несанкционированного доступа.
- Комплекс аппаратно-программных средств системы оперативно-розыскных мероприятий АПС СОРМ[55] разработан для обеспечения оперативно-розыскной деятельности на сети связи оператора с использованием технических средств.
- LB Switch — балансирующий однонаправленный коммутатор применяется на сетях связи общего пользования в качестве интеллектуального «моста» для предоставления доступа к сетевому трафику системам, реализующим функции мониторинга и/или обеспечения информационной безопасности. Изделие производит агрегацию, фильтрацию, балансировку и репликацию сетевого трафика в систему анализа потоков данных (DPI, со скоростями в десятки гигабит в секунду).
- Программные решения для российской нефтегазовой промышленности на базе платформы Oracle[3]: Управление эффективностью деятельности; Планирование материальных потоков; Учёт материальных потоков; Бюджетирование; Управление проектами; Свод и консолидация; Финансовый и бухгалтерский учёт; Управление движением денежных средств; Управление ремонтами и обслуживанием; Управление жизненным циклом активов.
- Программные решения для компаний любой сферы деятельности на базе платформы «1С:Предприятие»[48] в области финансового, бухгалтерского, налогового, кадрового и оперативного учёта.

## Проекты
За время существования компании ИТЕРАНЕТ были реализованы десятки крупных проектов.
- Волоконно-оптическая сеть связи «Москва — Дмитров».
- Корпоративная сеть спутниковой связи МГК «ИТЕРА»[56].
- Сеть передачи данных на основе беспроводного широкополосного доступа в Москве и Московской области[47].
- Комплексное оборудование комнат переговоров, кабинетов руководителей специальными техническими средствами, исключающими возможность утечки информации[47][57].
- Система защиты персональных данных для компаний банковской сферы, соответствующая нормативно-правовым документам ФСТЭК РФ[47] и ФСБ России[47][51].
- Оснащение гостиничного комплекса, предполагающее создание инфраструктуры, обеспечивающей работу систем цифровой телефонной связи, доступа к Интранет и Интернет-ресурсам, цифрового телевидения и системы автоматизации гостиничного бизнеса[47].
- Оснащение бизнес-центров комплексом слаботочных систем, соответствующих всем требованиям к современному многофункциональному офису[47].
- Типовое решение для спортивно-развлекательных комплексов по оснащению их системой видеотрансляции по технологии IPTV[58].
- K3Telecom в России.
- И др.